# Red Devils Chojnice
Il Red Devils Chojnice è una società polacco di calcio a 5 con sede a Chojnice.

## Storia
Fondato nel 1995, al termine della stagione 2005-06 è stato promosso nella Ekstraklasa del campionato polacco di calcio a 5, dove tuttora milita.

## Palmarès
- Coppa di Polonia: 1
2016